# Stiftung Freie evangelische Gemeinde in Norddeutschland
Die Stiftung Freie evangelische Gemeinde in Norddeutschland (FeGN) ist eine evangelische Freikirche mit angeschlossenem Diakoniewerk. Zur FeGN gehören 40 Gemeinden in Hamburg, Schleswig-Holstein, Mecklenburg-Vorpommern und dem nördlichen Niedersachsen. Die Entwicklung der FeGN ist untrennbar mit der der Elim-Diakonie in Hamburg verbunden. Die Freie evangelische Gemeinde in Norddeutschland ist seit 1893 als Stiftung organisiert und gehört zum Bund Freier evangelischer Gemeinden in Deutschland. Sie ist außerdem Mitglied im Diakonischen Werk der Evangelischen Kirchen in Hamburg und Schleswig-Holstein.

## Geschichte

### Anfänge und Krise

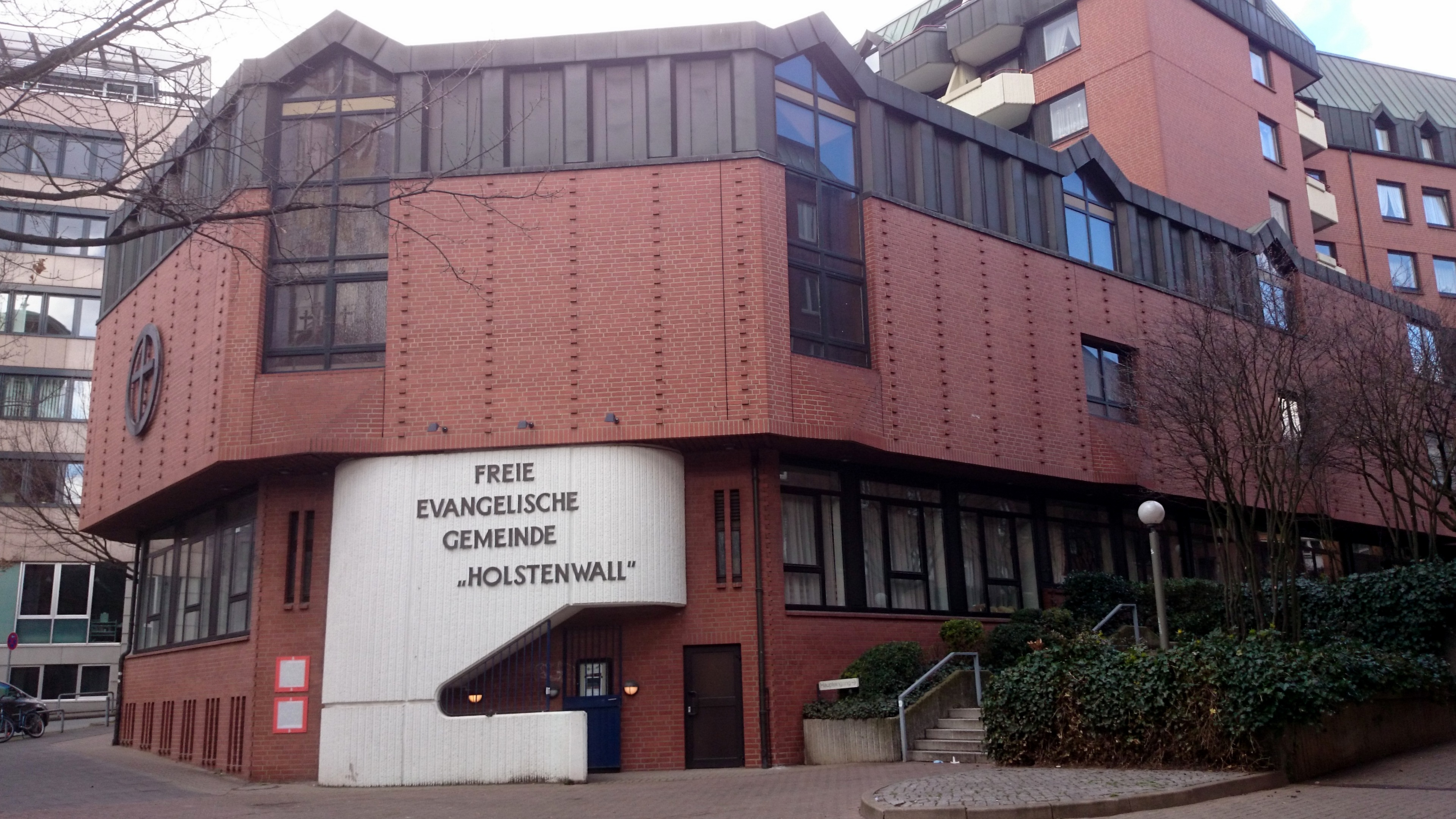
Freie evangelische Gemeinde Holstenwall

Die Entstehung der Freien evangelischen Gemeinde in Norddeutschland ist eng verbunden mit der Choleraepidemie, die 1892 in Hamburg ausbrach und bei 17.000 Schwersterkrankungen 8.600 Todesopfer forderte. Die Kirchen hatten während der Epidemie starken Zulauf. Engagierte Christen halfen bei der Versorgung der Kranken und verbreiteten dabei gleichzeitig den christlichen Glauben. Durch dieses Engagement entstand bereits während der Epidemie eine Diakoniearbeit, die noch heute besteht. Nach einer dreiwöchigen Evangelisationsveranstaltung mit Theodor Christlieb und Jasper von Oertzen im Jahr nach Ausbruch der Epidemie kam es zur Gründung einer Gemeinschaft für die Bekehrten. Da die Hamburger Pfarrerschaft dieser volksmissionarischen Frömmigkeit skeptisch gegenüberstand, wurde mit Johannes Röschmann ein Pastor von außen mit der Leitung der sich bildenden Gemeinschafts- und Diakonie-Arbeit betraut. An neun Orten in Hamburg begannen Bibelstunden. Im gleichen Jahr wurde eine Gruppe des Blauen Kreuzes für die Arbeit mit Suchtkranken gegründet.
Aus diesen Anfängen wuchs die Gemeinschafts- und Diakonie-Arbeit rasch weiter, die 1896 vom Senat die Anerkennung als „Milde Stiftung“ erhielt. 1894 wurde auf einem vom Senat in der Frickestraße 22 zur Verfügung gestellten Grundstück ein Gebäude errichtet, das gleichzeitig als „Siechenhaus“ und als Mutterhaus für die neu gegründete Diakonissenschaft mit zunächst acht Diakonissen diente. 1897 wurde am Holstenwall 21 ein 1400 Personen fassendes Gemeinschaftshaus gebaut, in dem sich die wachsende Gemeinschaft unter dem Namen „Christliche Gemeinschaft Philadelphia“ versammelte. Dieses blieb für fast hundert Jahre der zentrale Versammlungsort der Gemeinde. Trotz seiner Größe war das Haus zu den alljährlichen Glaubenskonferenzen jedoch bald überfüllt. In späteren Jahren wurde am Haus eine Leuchtschrift angebracht, die über das nahe Vergnügungsviertel der Reeperbahn leuchtete und so der Gemeinde zusätzliche Bekanntheit einbrachte.
Johannes Röschmann starb 1901 im Alter von nur 38 Jahren. 1902 wurde Johannes Rubanowitsch zu seinem Nachfolger berufen. Rubanowitsch, der von Zeitgenossen gelegentlich als „Erwecker Schlesiens“ betitelt wurde, war in Hamburg nicht unbekannt. Er hatte dort bereits 1896 in großen Sälen evangelisiert.
Um 1910 geriet das Werk in eine tiefe Krise. Auslöser waren Irr- und Sonderlehren Rubanowitschs. 1912 wurde Friedrich Heitmüller zum Prediger am „Holstenwall“ berufen. Da er von der Notwendigkeit einer „Reformation“ am Holstenwall überzeugt war, trat er im August 1912 mit einem Teil der Mitglieder aus dem Werk aus und gründete die „Friedens-Gemeinde“. Die Entwicklung der bisherigen Philadelphia-Gemeinde und der neuen Friedens-Gemeinde verlief zunächst unabhängig voneinander. Nachdem Johannes Rubanowitsch die Philadelphia-Gemeinde verlassen hatte, wurde Heitmüller gebeten, mit seiner Gemeinde zum „Holstenwall“ zurückzukehren. Dies geschah und 1918 wurden die beiden Gemeinden unter Heitmüller wieder vereinigt.

### Ausweitung bis Ende des Zweiten Weltkriegs
Die Arbeit weitete sich auch in den Folgejahren trotz der schwierigen wirtschaftlichen Verhältnisse weiter aus. So wurden Großevangelisationen mit über 6000 Zuhörer in „Sagebiels Sälen“ durchgeführt. Während das Zentrum der Gemeindearbeit weiterhin am Holstenwall lag, entstanden Hauskreise und weitere kleine Gemeinschaften weit über das Stadtgebiet hinaus: im Sachsenwald, in den „Walddörfern“, an der Unterelbe, in der Lüneburger Heide sowie in Ostholstein.
1927 wurde das neu erbaute Krankenhaus Elim in Hamburg-Eimsbüttel, Hohe Weide 17 eröffnet, das als das modernste Krankenhaus seiner Zeit galt und über 200 Betten verfügte. Die Errichtung dieses Krankenhauses war durch die großzügige finanzielle Förderung des hanseatischen Kaufmanns Hugo Preuß möglich geworden, der durch Friedrich Heitmüller Christ geworden war. Das Krankenhaus wurde als christliches Haus geführt, was sich in einer großen Diakonissen-Schwesternschaft ausdrückte. Mitte der 1930er Jahre hatte das Diakoniewerk Elim 230 Diakonissen. Neben dem Krankenhaus Elim wurden verschiedene andere Einrichtungen betreut: das Erholungsheim „Bethanien“ am Timmendorfer Strand mit 40 Betten, das Kinder-Erholungsheim „Nazareth“ in der Lüneburger Heide bei Hanstedt mit 30 Betten, das Schwesternerholungsheim „Bethesda“ in Eutin-Fissau mit 27 Betten, vier Alten- und Pflegeheime in Hamburg mit insgesamt 100 Betten und eine christliche Buchhandlung am Holstenwall.
Bis 1934 gehörte die Gemeinschaft zum Gnadauer Verband, ihre Mitglieder waren gemeinhin auch Mitglied der Lutherischen Landeskirche. Friedrich Heitmüller gehörte selbst dem Vorstand des Gnadauer Verbandes an. Im Anschluss an eine Abendmahlsfeier an Karfreitag 1934 beendeten jedoch Heitmüller und die Mitglieder des Bruderrates ihre Mitgliedschaft in der Landeskirche und gründeten eine freikirchliche Freiwilligkeitsgemeinde, der sich der überwiegende Teil der bisherigen Gemeinschaftsmitglieder anschlossen.
In der Zeit des Nationalsozialismus führten die Bestrebungen Adolf Hitlers zur Gründung einer einheitlichen Reichskirche unter Leitung eines Reichsbischofs zu einer Welle von Zusammenschlüssen verschiedener Freikirchen, um auf diese Weise ihr Bestehen zu sichern. So schloss sich die Holstenwallgemeinde 1935 dem Bund Freier evangelischer Gemeinden an. Ihr offizieller Name war nunmehr „Freie evangelische Gemeinde in Hamburg, Holstenwall 21“. Trotz dieser Maßnahmen blieb die Gemeinde jedoch nicht unbehelligt. Die Gestapo verhängte 1936 ein Rede- und Schreibverbot gegen Friedrich Heitmüller. Ab 1939 bis zum Kriegsende 1945 war die Freie evangelische Gemeinde in Hamburg eine „Gemeinde in der Zerstreuung“. Von Heitmüller verfasste „Seelsorgliche Briefe“ wurden als Schreibmaschinenkopien heimlich von Hand zu Hand gegeben und die Gemeinde auf diese Weise zusammengehalten. Bei Luftangriffen auf Hamburg 1943 wurde auch das Krankenhaus Elim teilweise zerstört. Dabei kamen 35 Patienten und 14 Diakonissen ums Leben. Auch die Gemeindehäuser in Barmbek, Rothenburgsort, Hamm-Eilbeck und Bahrenfeld wurden vollkommen zerstört.

### Entwicklung seit 1945
Nach 1945 begann (zunächst unter der britischen Militärregierung) der Wiederaufbau der Gemeinde- und Diakoniearbeit. Bald erreichte die Arbeit wieder eine Größenordnung wie in den 1930er Jahren.
Friedrich Heitmüller gehörte neben seiner Leitungstätigkeit in der Freien evangelischen Gemeinde und dem Diakoniewerk viele Jahre auch dem Hauptvorstand der Deutschen Evangelischen Allianz an. In diese Zeit fielen auch die 1960 von der Evangelischen Allianz initiierten Evangelisationen mit dem amerikanischen Evangelisten Billy Graham in Berlin, Essen und Hamburg.
Nach dem Tod von Friedrich Heitmüller am 1. April 1965 wurde Fritz Laubach 1966 sein Nachfolger. Wie Heitmüller war er zunächst für das gesamte Hamburger Werk verantwortlich, fungierte also als Gemeindeleiter der Freien evangelischen Gemeinde Hamburg und als Pastor der Holstenwall-Gemeinde sowie (ab 1968) als Leiter der Elim-Diakonie. Unter Laubach erfolgten diverse Umstrukturierungen, durch die die Gemeindearbeit dezentralisiert und Einzelgemeinden gestärkt wurden. Auch das Elim-Krankenhaus wurde 1977 ausgegliedert und in eine GmbH umgewandelt. 1977 wurde Ulrich Betz zum Gesamtgemeindeleiter und als Pastor am Holstenwall berufen. Fritz Laubach beschränkte seine Tätigkeit auf die Leitung der Diakoniearbeit.
1986 zog die Holstenwall-Gemeinde in ein neuerbautes Gemeindezentrum in der Michaelisstraße um, dessen Bausumme von mehreren Millionen DM zu dem Zeitpunkt bis auf einen kleinen Restbetrag bereits durch Spenden abgedeckt war. Der erste Gottesdienst am neuen Ort wurde am 25. Dezember 1986 gefeiert. Obwohl die Gemeinde nun an einem anderen Ort angesiedelt war, wurde der Traditionsname „Holstenwall“ auch für das neue Gemeindezentrum übernommen. Das alte Grundstück am Holstenwall wurde verkauft. Die weiterhin starke Verbindung zwischen Gemeindearbeit und Diakonie zeigte sich darin, dass beim Neubau des Gemeindezentrums 68 angegliederte Altenwohnungen miterrichtet wurden.
Nach der politischen Wiedervereinigung 1990 wurde die Arbeit der FeG Norddeutschland auch auf das Gebiet der ehemaligen DDR ausgedehnt. In der Folge schloss sich die bereits existierende in Mecklenburg-Vorpommern liegende Freie evangelische Gemeinde Barth der FeGN an. Auf Initiative des neu gebildeten Arbeitskreises „Mission in Norddeutschland“ entstanden Gemeinden in Kiel, Lübeck und Lüneburg.
Nach der Pensionierung von Fritz Laubach übernahm Ulrich Betz 1991 neben der Leitung der Gesamtgemeinde auch die Leitung des Diakoniewerkes Elim.
1993 wurde in der „Holstenwall“-Gemeinde eine Evangelisation durchgeführt. Sie dauerte drei Wochen, wie die 100 Jahre zuvor angebotene Evangelisationsveranstaltung, die zur Gründung der FeGN geführt hatte. Im Rahmen dieser Veranstaltung wurde die erste ProChrist-Evangelisation mit Billy Graham via Satellit aus Essen auf Großleinwand übertragen. Weitere Redner waren Theo Lehmann und Jörg Swoboda sowie der damalige Präses des Bundes Freier evangelischer Gemeinden Peter Strauch.
Nachdem Ulrich Betz sein Leitungsamt aus gesundheitlichen Gründen aufgegeben hatte, wurde 1995 Erhard Baum sein Nachfolger, der zunächst noch für zwei Jahre die Freie evangelische Gemeinde Hamburg-Sasel mit einer halben Stelle mitbetreute. Unter Baums Führung erhielten Gemeindegründungen in Norddeutschland hohe Priorität. Es entstanden Gemeinden in Uelzen, Neuallermöhe, Schwerin und Mölln. Daneben wurden in der Innenstadt von Hamburg zwei Gründungsinitiativen gestartet: die „Schanzenkirche“ und das „Hamburgprojekt“. Auch die Strukturen der FeGN wurden an die veränderten Bedingungen angepasst. So unterstützen Gremien, wie der Bauausschuss, der Seelsorge-Arbeitskreis und der Finanzausschuss die wachsende Gemeindearbeit.
Seit Sommer 2011 ist Reinhard Spincke Gemeindeleiter und Vorstandsmitglied der FeGN. In dieser Funktion ist er ebenfalls Bundessekretär der Region Nord des Bundes Freier evangelischer Gemeinden.

## Diakonische Arbeit
Die Elim-Diakonie GmbH (in Eigenschreibweise „ELIM Diakonie“) betreibt heute unter dem Motto „…für mehr Himmel auf Erden!“ verschiedene Einrichtungen in der Seniorenarbeit, der ambulanten Pflege und Hospizarbeit.
Diakonieleiter ist seit dem 17. Januar 2016 Stefan Warnke.

### Elim-Krankenhaus
Die Krankenhausarbeit der Elim-Diakonie begann 1921, anfangs in der gepachteten Klinik „Am Weiher“. Im Januar 1927 wurde das neuerbaute Krankenhaus Elim an der Straße Hohe Weide 17 in Hamburg-Eimsbüttel eröffnet. Das Krankenhaus blieb über Jahrzehnte ein zentraler Bestandteil der Elim-Diakonie.
1977 wurde das Krankenhaus rechtlich ausgegliedert und in eine gemeinnützige GmbH umgewandelt. Bis 2003 blieb die Stiftung Freie evangelische Gemeinde Norddeutschland Träger des Krankenhauses. 2003 wurde die Trägerschaft den diakonischen Einrichtungen „Alten Eichen“ (evangelisch-lutherisch) und „Bethanien“ (evangelisch-methodistisch) übertragen. Noch im gleichen Jahr wurden die drei evangelischen Krankenhäuser zum Diakonie-Klinikum Hamburg (DKH) zusammengeführt. Dieses wird seit 2005 getragen von der Agaplesion AG als Mehrheitsgesellschafter (60 %), der Diakonissenanstalt Alten Eichen (20 %) und dem Schwesternheim Bethanien (20 %). Seit Bezug eines Neubaues an der gleichen Stelle in Eimsbüttel im Jahr 2011 firmiert die Klinik unter dem Namen „Agaplesion Diakonieklinikum Hamburg“.

### Seniorenarbeit
Die Elim-Diakonie betreibt Seniorenzentren in den Hamburger Stadtteilen Niendorf, Eppendorf und Bergedorf.
Ein weiterer Arbeitsschwerpunkt liegt auf der Betreuung von Service-Büros in Senioren-Wohnanlagen, durch die den Bewohnern der Anlagen beim Leben in der neuen Umgebung geholfen werden soll.
Von der Elim-Diakonie werden Service-Büros betreut in:
- der Michaelisstraße in Hamburg (FeG-eigene „Senioren-Wohnanlage Michaelisstraße“, angegliedert an die FeG „Holstenwall“)
- Hamburg-Wandsbek („Wohnanlage am Mühlenteich“ der Wohnungsgenossenschaft von 1904 e. G.)
- Hamburg-Harburg („Servicewohnanlage Engelbekhof“ des Eisenbahnbauvereins Harburg eG)
- Norderstedt („Senioren-Wohnanlage Pöhlshof“ und „EmmaPlambeckHaus “der Firma Plambeck).

### Ambulanter Pflegedienst
Den ambulanten Pflegedienst „ELIM mobil“ gibt es in Hamburg und in Norderstedt.

### Internationales DiakoniecaféWhy not?
Zum diakonischen Engagement der Freien evangelischen Gemeinde Norddeutschland gehört auch das „Internationale Diakoniecafé Why not?“ in Hamburg-Neustadt. Dort werden Integrationshilfen für Menschen mit Migrationshintergrund angeboten. Dazu gehören neben dem Café in der Michaelisstraße auch Sprachkurse, Maßnahmen zur Begleitung, Beratung und Qualifizierung von Flüchtlingen (besonders auch unbegleiteten minderjährigen Flüchtlingen), rechtliche und psychologische Beratung.